# Родник для жаждущих
Родни́к для жа́ждущих (укр. Криниця для спраглих) — украинский советский сюрреалистичный художественный фильм. Кинематографический дебют сценариста Ивана Драча и режиссёра Юрия Ильенко. Лента снята в 1965 году, но была «отправлена на полку». Впервые показана в 1987 году.
Фильм состоит из пяти частей и представляет собой почти немую ленту с минимальным использованием звука.
Фильм посвящён памяти народного артиста СССР Дмитрия Милютенко, для которого эта работа стала последней. 
Занимает 21-ю позицию в списке 100 лучших фильмов в истории украинского кино по версии Национальный центра Александра Довженко.

## Сюжет
В послевоенном селе живет старый Лев Сердюк. Он ухаживает за колодцем, которым пользуются односельчане, однако они не ценят труд Левко, насмехаются над ним. Его жена умерла, один сын погиб на войне, остальные потомки отказываются от Левка, живя в городе. В это время в древний сельский уклад жизни вторгается техника. В будничных сценах появляются опоры линий электропередач, железная ветряная мельница, самолет в небе и так далее.
Левко вспоминает смерть жены, отправку сына на войну, установление в деревне памятника солдату. Он вызывает сыновей в село из города, но чувствует их душевную отдаленность и не знает, как их приблизить. Разрушается род, Левко готовится к своей смерти, мастеря гроб.
В конце появляется надежда на бессмертие человеческого духа: должен родиться Левкин внук, сын его погибшего сына-пилота, для которого старик чистит заброшенный колодец и сажает возле него яблоню в плодах — дерево жизни и бессмертие, возле которой садится жена его сына.
Это произведение — метафорический, аллегорический, символический рассказ со многими темами, главным из которых кажется драматическая жизнь пожилого Левка Сердюка, крестьянина-философа. Односельчане насмехаются над его заботами о колодце, обеспечивающем водой всю деревню, потомки, озабоченные собственными делами, не вспоминают ни об отце, ни о могиле матери. Старик живет воспоминаниями и размышлениями.

## Над фильмом работали

### Актёры
- Дмитрий Милютенко — Сердюк
- Лариса Кадочникова — Соломия
- Феодосия Литвиненко — бабця Чорнуха
- Нина Алисова — Параска
- Джемма Фирсова — Мария, невестка
- Иван Костюченко[укр.] — сын Сидор
- Евгений Балиев — сын Максим
- Юрий Мажуга — Пётр, зять
- Елена Коваленко[укр.] — Наталья, дочь
- Константин Ершов — Артём, муж Натальи
- Наталия Мищенко[укр.] — Настя
- Владимир Лемпорт
- Николай Силис
- Григорий Басенко — лётчик
- Саша Веников (не указан в титрах)

### Съёмочная группа
- Сценарист — Иван Драч
- Режиссёр-постановщик — Юрий Ильенко
- Операторы-постановщики: Юрий Ильенко, Владимир Давыдов[укр.]
- Художники: Пётр Максименко, Анатолий Мамонтов
- Костюмы — Н. Кибальчич
- Гримёр — Яков Гринберг[укр.]
- Композитор — Леонид Грабовский
- Звукооператор — Нина Авраменко
- Режиссёр — Л. Колесник
- Оператор — Феликс Ржешутек
- Монтажёр — Наталья Пищикова[укр.]
- Редактор — Александр Сизоненко
- Ассистент оператора — М. Бердичевский
- Ассистент художника — Сергей Бржестовский
- Ассистенты-практиканты: Юлий Слупский, Ю. Хоменко
- Помощник режиссёра — Л. Кустова
- Комбинированные съёмки: оператор Г. Сигалов; художник Владимир Цырлин
- Директор картины — Давид Яновер

## Производство
Режиссёр Юрий Ильенко получил возможность снимать фильм как режиссёр благодаря операторской работе в фильме «Тени забытых предков» Сергея Параджанова. В качестве сценария он выбрал дипломную работу выпускника Высших сценарных курсов Ивана Драча, который свою работу определил как «современную кинопритчу». При этом Ильенко увидел там много персонажей, подробные их взаимоотношения, великолепное знание быта — киноповесть была скорее не притчей, а поэтическим видением сельской реальности. Режиссёр перевёл её в другой жанр, в фильме отсутствует реализм, есть лишь сплошные метафоры и притчевая символика. По признанию самого Ильенко, после первого просмотра Драч пришёл в ужас от разрушения его замысла.
Фильм снят на пленку «Никрон» и имеет одно из самых контрастных изображений в истории украинского кино.
Исполнитель главной роли Дмитрий Милютенко умер, недоснявшись в одном эпизоде.

## Запрет
Сразу после завершения фильм был запрещён постановлением Центрального комитета Коммунистической партии Украины. В постановлении Государственного комитета Украины по кинематографии № 3 от 10 марта 1967 года в разделе о недостатках указано: «Так, неопытность режиссера Ю. Ильенко привела к тому, что в фильме „Родник для жаждущих“ были допущены идейные извращения, в результате чего фильм не был выпущен на экран, а расходы в сумме 268,0 тыс. руб списаны в убыток». Как следствие этого запрета, в советском кино возник скепсис относительно самого метода метафоричности и притчевости. Проект Arzamas пишет о том, что «трудно представить фильм, более „несоветский“ по эстетике, не говоря уже о том, что принято было называть идейно-нравственным содержанием».
Впервые лента показана в ноябре 1987 года на фестивале украинского кино, который проводил киноклуб «Восхождение» в городе Запорожье.